# بيترن (ألبرتا)
بيترن (بالإنجليزية: Bittern Lake)‏ هي قرية تقع في كندا في ألبرتا. يقدر عدد سكانها بـ 224 نسمة ومساحتها 6.64 كم2 وترتفع عن سطح البحر 862 متر.